# Samantha Mumba
Samantha Tamania Anne Cecilia Mumba (Dublin, 1983. január 18.) ír énekesnő és színésznő. 2000-ben lett híres első, Gotta Tell You című dalával, amely a top 10-be került az ír, brit és amerikai slágerlistán. Viszonylag rövid zenei pályafutás után számos filmben szerepelt, legismertebb Mara szerepe a 2002-ben bemutatott Az időgépben. Emellett számos ír független filmben is szerepelt. 2011-ben még azt nyilatkozta, nem foglalkozik többé zenével és a filmes karrierjére összpontosít, 2013-ban azonban a Twitteren bejelentette, hogy új dalokon dolgozik.

## Élete
Samantha Mumba Dublinban született. Apja, Peter Mumba zambiai repülőmérnök, anyja, Barbara Bishop ír. Mumba három- és tizenöt éves kora közt a dublini Billie Barry Színiiskolába járt. Tizenöt évesen a RTÉ tévécsatorna Let Me Entertain You című zenei tehetségkutatójában fedezte fel Louis Walsh, a Boyzone és Westlife menedzsere. Walsh leszerződtette Mumbát a Polydor Recordshoz. Ezt követően Mumba több hónapot töltött ingázással Dánia, Svédország, az Egyesült Királyság és Írország közt, miközben felvették első albuma, a Gotta Tell You dalait, amelyek közül többnek társszerzője volt. Közben abbahagyta az iskolát, mert nehéz volt egyszerre a tanulásra és a zenére is koncentrálnia.

## Pályafutása

### Zenei karrierje
1998-ban főszerepet kapott a The Hot Mikado című darabban, ami A mikádó dzsesszes feldolgozása. Első kislemeze, a Gotta Tell You 2000-ben jelent meg és listavezető lett Írországban, majd második helyezett a brit slágerlistán. A dal az Egyesült Államokban a negyedik helyet érte el a Billboard Hot 100-on. Az album hat hónapig maradt az albumslágerlistán, végül a RIAA platinalemez minősítését érte el egymillió eladott példány után. Az Egyesült Királyságban öt további top 10 sláger, az Egyesült Államokban újabb top 50-es helyezés követte az elsőt. Az albumból összesen négymillió példány kelt el. 2001-ben Mumba közreműködött a Celtic Tenors You Raise Me Up című dalában. 2001 karácsonyán jelent meg Samantha Sings Christmas című középlemeze, mely a Gotta Tell You néhány ritka kiadásához is jár bónuszlemezként.
2001-ben egy másik tinisztárral, Aaron Carterrel közös koncertet adott a Disney MGM Studiosban a Disney Channel Aaron Carter and Samantha Mumba in Concert műsorához. Három dalát adta elő, a Gotta Tell You-t, a Baby Come on Overt és a Don't Need You To (Tell Me I'm Pretty)-t. Egy évvel később ismét együtt szerepelt Carterrel, az All That egyik epizódjában.
2002-ben megjelent egy új kislemeze, az I'm Right Here, melynek videóklipjében Damien Marley is szerepel. A dal Mumba ötödik top 5 slágere lett az Egyesült Királyságban és ötödik top 40 dala Írországban, de az Egyesült Államokban és Németországban kevésbé lett sikeres, a 80. és a 81. helyet érte el. Több hírben is szerepelt, hogy Samantha második albuma, a Woman a kislemez viszonylagos sikertelensége miatt nem jelent meg, és az énekesnőtől emiatt szabadult meg a kiadója, de Mumba 2007 februárjában a Late Late Show-ban kijelentette, hogy második album soha nem létezett, az internetre kiszivárgott dalok csak kísérletek voltak arra, hogy megtalálja új hangját.
2005 decemberében Jay-R filippínó énekessel együtt előadta a Just the Way You Are című Billy Joel-dal feldolgozását. 2006. október 23-án megjelent válogatásalbumán, a The Collectionön a Gotta Tell You album több dala és korábbi kislemezeinek B-oldalas számai mellett az I'm Right Here és annak B-oldala, a Sensuality szerepel. Egy nagy reklámhadjárattal beharangozott, visszatérőnek szánt dublini koncertjére alig pár jegy kelt el, így a koncertet 2007 februárjában lemondták.
A The Late Late Show 2007. február 9-ei adásában jelentette be valóságshow-ját, melyet hat hónapon át forgattak és március végén mutattak be a Channel 4 műsorán. A Get Your Act Together with Harvey Goldsmith című sorozat Mumbának a zenei karrierje újjáélesztésére tett kísérleteit követi végig, melyek során Harvey Goldsmith a mentora.
2008. január 17-én Mumba a brit Loose Women tévéműsorban beszélt a zenei sikerei óta eltelt évekről és az ITV tévécsatorna Dancing on Ice című műsorában való szereplése után bejelentette, hogy már majdnem készen áll következő albuma, melyet 2008 nyarán remél megjelentetni. Micky Modelle ír DJ remixet készített Mumba leghíresebb slágeréből, a Gotta Tell You-ból, melyhez videóklipet is forgattak Londonban és Belfastban. A klipet 2008 júniusában mutatták be, a dal azonban nem lett sikeres a brit kislemezlistán, bár a dance listán elérte a 36. helyet. Egy 2009 januári interjúban Mumba célzott rá, hogy az új album 2010 elején megjelenik, a megjelenésre azonban nem került sor, és 2010 végén az énekesnő megerősítette, hogy a továbbiakban ne jelentkezik új zenei anyaggal, inkább színészi pályafutására koncentrál. 2013 júniusában azonban a Twitteren bejelentette, hogy visszatér a zenéhez. Augusztus 16-án szerepelt az RTÉ The Hit című tévéműsorában. Somebody Like Me című új dala, mely iTunes-on is megjelent közvetlenül a tévés szereplés után, a Republic of Loose című ír együttes Thinking of You című dalával versenyzett a műsorban. A döntőben végül nem ő győzött, de a dal az ötödik helyet érte el az ír kislemezlistán, ezzel tizenegy év óta az első slágerlistás dala lett. 2014. február 21-én ismét megjelent egy dala, az Only Just Begun.
2025-ben bejutott a Eurovíziós Dalfesztivál írországi nemzeti válogatójába My Way című dalával, ahol a második helyen végzett, így nem ő jutott ki a nemzetközi versenyre.

### Filmes karrierje
A Gotta Tell You nemzetközi sikere után Arnold Leibovit Mumbát választotta Mara szerepére Az időgép új feldolgozásában. A filmet 2002-ben mutatták be. Filmbeli öccsét tényleges öccse, Omero Mumba alakította. Vígjátékok és a Nailed című horror után a Meghalsz, Johnny! című gengszterfilmben szerepelt, majd 2011-ben a legendás ír kísértetházról szóló Loftus Hall című filmben. [forrás?]

### Modellkarrierje
Nem sokkal a Gotta Tell You sikere után Louise Kennedy divattervező tavaszi/nyári kollekciójának az arca lett. 2005-ben a Dunnes Stores ír üzletlánc Ultimo Per Amore márkájának reklámarca lett, majd 2008-ban a Dior nagyköveteként az új órakollekciót mutatta be Írországban. Ugyanebben az időben a Reebok reklámkampányában is részt vett, a cég vele mutatta be Írországban és az Egyesült Királyságban a Quest márkát.

## Magánélete
2004-2005-ben Sisqó R&B-énekessel járt. 2011 júniusában eljegyezték egymást Torray Scales rendőrrel. 2012. február 24-én házasodtak össze Los Angelesben. 2014 szeptemberében Mumba bejelentette, hogy első gyermekét várja. Kislánya, Sage 2015. március 3-án született meg.
2015 februárjában sérülés nélkül vészelt át egy autóbalesetet Los Angelesben.

## Diszkográfia
Albumok és EP-k
- Gotta Tell You (2000)
- Samantha Sings Christmas (2001)
- The Collection (2006)

Kislemezek
- Gotta Tell You (2000)
- Body II Body (2000)
- Always Come Back to Your Love (2001)
- Baby Come On Over (This Is Our Night) (2001)
- I Don't Need You To (Tell Me I'm Pretty) (2001)
- Lately (2001)
- I'm Right Here (2002)
- Gotta Tell You (Remix) (2008)
- Stay in the Middle (Hill Zaini feat. Samantha Mumba) (2009)
- Somebody Like Me (2013)
- Only Just Begun (2014)

## Filmográfia

### Filmek
- Az időgép (2002)
- Spin the Bottle (2003)
- Boy Eats Girl (2005)
- Nailed (2006)
- Meghalsz, Johnny! (2006)
- 3 Crosses (2007)
- Shifter (2007)
- Loftus Hall (2011)

### Televíziós fellépések
- Get Your Act Together with Harvey Goldsmith (2008)
- Dancing on Ice (2008)

## Díjak és jelölések
- Grammy-díj
  - 2001, legjobb remixelt felcétel, nemklasszikus (jelölés)
- Meteor Music Awards
  - 2002, legjobb énekesnő
- MOBO Awards
  - 2001, legjobb album, Gotta Tell You (jelölés)
  - 2000, legjobb videóklip, Gotta Tell You (jelölés)
- Smash Hits
  - Legjobb új női előadó